# 1625
1625 (MDCXXV) var ett normalår som började en onsdag i den gregorianska kalendern och ett normalår som började en lördag i den julianska kalendern.

## Händelser

### Januari
- 16 januari – Gustav II Adolf skriver kontrakt med skeppsbyggmästaren Henrik Hybertsson om ett stort svenskt krigsfartyg, vilket kommer att få namnet Vasa.

### Mars
- 1 mars – Stilleståndet mellan Sverige och Polen går ut.
- 27 mars – Vid Jakob I:s död efterträds han som kung av England, Skottland och Irland av sin son Karl I.

### Maj
- 14 maj – Kapten John Powell gör anspråk på Barbados för England.[1]

### Juli
- Juli – Första attacken från Barbareskpirater i sydvästra England inträffar.[2]

### September
- 1 september – En stor brand härjar i Gamla stan i Stockholm.[3]

### Okänt datum
- Nederländarna slår sig ner på Manhattan, och grundar staden New Amsterdam (New York).[4]
- Tekniken att använda trä istället för läderbälgar introduceras vid Kopparberget i Falun.
- Stora svenska styrkor överflyttas från Finland och Sverige till Livland, för en ny offensiv mot polackerna.
- Gustav II Adolf inför kopparmyntfot för att slippa importera silver, sedan utvinningen i Sala silvergruva minskat.
- Svenska vatten- och väderkvarnar beläggs med en avgift för varje tunna råg eller korn som mals, den så kallade kvarnskatten.
- Invandringen av valloner till Sverige ökar, vilket medför ett tillskott för järnhanteringen.
- Universitetsbyggnaden Gustavianum vid Uppsala domkyrka uppförs.
- Den kallaste delen av lilla istiden i Skandinavien, som inleddes 1576, tar slut.

## Födda
- 13 maj – Carlo Maratta, italiensk målare.
- 8 juni – Giovanni Domenico Cassini, italiensk astronom.
- 10 oktober – Erik Dahlbergh, svensk greve, fältmarskalk, arkitekt, författare med mera.
- 1 november – Margareta Beijer, chef för svenska postverket.

## Avlidna
- 26 februari – Anna Vasa, svensk prinsessa, dotter till Johan III och Katarina Jagellonica.
- 27 mars – Jakob I/VI, kung av Skottland sedan 1567 samt av England och Irland sedan 1603.[5]
- 1 juni – Honoré d'Urfé, fransk författare.
- 26 oktober – Jan Rutgersius, holländsk filolog och diplomat.
- 16 november – Sofonisba Anguissola, italiensk målare.
- 8 december – Kristina av Holstein-Gottorp, svensk riksföreståndargemål 1599–1604 och drottning av Sverige 1604–1611, gift med Karl IX.

### Fotnoter
1. ↑  ”World Statesmen (läst 3 april 2011)”. http://www.worldstatesmen.org/Brazil_Port_captaincy.html.
2. ↑  Giles Milton (2005). White Gold. Hodder & Stoughton
3. ↑  ”Värmlands brandhistoriska klubb”. Arkiverad från originalet den 12 oktober 2011. https://www.webcitation.org/62NB7kO36?url=http://www.brandhistoriska.org/olyckor_se.html. Läst 25 mars 2011.
4. ↑  ”New York City Gov Parks”. http://www.nycgovparks.org/sub_your_park/historical_signs/hs_historical_sign.php?id=7712.
5. ↑  ”Det hände i dag”. http://webnews.textalk.com/se/calendar.php?id=9747&type=month&ds=20100327&list=true.